# Llista de monuments d'Usès
Llista de monuments d'Usès (Gard) registrats com a monuments històrics, bé catalogats d'interès nacional (classé) o bé inventariats d'interès regional (inscrit).
| Monument                                            | Prot. | Època             | Localització                                                               | Coordenades                                          | Codi?      | Imatge |
| --------------------------------------------------- | ----- | ----------------- | -------------------------------------------------------------------------- | ---------------------------------------------------- | ---------- | --- |
| Casa                                                | Inv.  | Segle XVIII       | Usès 5, 7 boulevard des Alliés; abans boulevard de l'Esplanade             | 44° 00′ 41″ N, 4° 25′ 04″ E / 44.011499°N,4.417837°E | PA00103269 | Casa · Carregueu una nova foto d'aquest monument                                                                                    |
| Castell dit Le Duché                                | Inv.  | Segles XII-XIX    | Usès route de Bagnols                                                      | 44° 00′ 47″ N, 4° 25′ 12″ E / 44.013056°N,4.42°E     | PA00103251 | Castell dit Le Duché · Vegeu més fotos d'aquest monument · Carregueu una nova foto d'aquest monument                                |
| Antic seminari major                                | Cat.  | Segle XVIII       | Usès 26, 28 boulevard Charles-Gide; rue de la Ferté-Milon                  | 44° 00′ 49″ N, 4° 25′ 18″ E / 44.01367°N,4.42161°E   | PA00103284 | Carregueu una nova foto d'aquest monument                                                                                           |
| Casa                                                | Cat.  |                   | Usès 28 boulevard Charles-Gide                                             | 44° 00′ 49″ N, 4° 25′ 18″ E / 44.013646°N,4.421651°E | PA00103261 | Casa · Carregueu una nova foto d'aquest monument                                                                                    |
| Antiga església Saint-Julien                        | Inv.  |                   | Usès 30 boulevard Charles-Gide; rue de la Ferté-Milon                      | 44° 00′ 48″ N, 4° 25′ 19″ E / 44.013442°N,4.421976°E | PA30000025 | Carregueu una nova foto d'aquest monument                                                                                           |
| Hôtel Dampmartin                                    | Inv.  | Segle XVI         | Usès 1 place Dampmartin                                                    | 44° 00′ 45″ N, 4° 25′ 08″ E / 44.0125°N,4.41892°E    | PA00103262 | Hôtel Dampmartin · Vegeu més fotos d'aquest monument · Carregueu una nova foto d'aquest monument                                    |
| Casa                                                | Inv.  | Segle XVII        | Usès 28 rue du Docteur-Jean-Blanchard                                      | 44° 00′ 44″ N, 4° 25′ 14″ E / 44.01233°N,4.42053°E   | PA00103268 | Casa · Carregueu una nova foto d'aquest monument                                                                                    |
| Casa                                                | Inv.  | Segle XVIII       | Usès 26 rue du Docteur-Jean-Blanchard                                      | 44° 00′ 45″ N, 4° 25′ 15″ E / 44.01251°N,4.42072°E   | PA00103267 | Carregueu una nova foto d'aquest monument                                                                                           |
| Casa                                                | Inv.  | Segle XVIII       | Usès 25 rue du Docteur-Jean-Blanchard                                      | 44° 00′ 44″ N, 4° 25′ 15″ E / 44.012174°N,4.420865°E | PA00103266 | Casa · Vegeu més fotos d'aquest monument · Carregueu una nova foto d'aquest monument                                                |
| Casa                                                | Inv.  | Segles XIV-XV     | Usès 24 rue du Docteur-Jean-Blanchard                                      | 44° 00′ 45″ N, 4° 25′ 15″ E / 44.012579°N,4.420833°E | PA00103265 | Casa · Carregueu una nova foto d'aquest monument                                                                                    |
| Casa                                                | Inv.  | Segles XVII-XVIII | Usès 21 rue du Docteur-Jean-Blanchard                                      | 44° 00′ 45″ N, 4° 25′ 15″ E / 44.0125°N,4.42081°E    | PA00103264 | Casa · Carregueu una nova foto d'aquest monument                                                                                    |
| Hôtel Chambon de la Tour                            | Inv.  | Segles XVII-XVIII | Usès 18 rue du Docteur-Jean-Blanchard                                      | 44° 00′ 46″ N, 4° 25′ 16″ E / 44.01283°N,4.42111°E   | PA00103263 | Hôtel Chambon de la Tour · Vegeu més fotos d'aquest monument · Carregueu una nova foto d'aquest monument                            |
| Casa                                                | Inv.  | Segle XVIII       | Usès 11 boulevard Gambetta                                                 | 44° 00′ 47″ N, 4° 25′ 07″ E / 44.01314°N,4.41856°E   | PA00103270 | Casa · Carregueu una nova foto d'aquest monument                                                                                    |
| Casa                                                | Inv.  | Segle XVIII       | Usès 29 boulevard Gambetta                                                 | 44° 00′ 45″ N, 4° 25′ 05″ E / 44.01258°N,4.418°E     | PA00103271 | Casa · Carregueu una nova foto d'aquest monument                                                                                    |
| Casa                                                | Inv.  | Segle XVIII       | Usès 16 rue Jacques-d'Uzès                                                 | 44° 00′ 47″ N, 4° 25′ 09″ E / 44.012988°N,4.419181°E | PA00103272 | Casa · Carregueu una nova foto d'aquest monument                                                                                    |
| Casa                                                | Inv.  | Segle XVIII       | Usès 20 rue Jacques-d'Uzès                                                 | 44° 00′ 46″ N, 4° 25′ 09″ E / 44.012876°N,4.419221°E | PA00103273 | Casa · Vegeu més fotos d'aquest monument · Carregueu una nova foto d'aquest monument                                                |
| Hospital general                                    | Inv.  | Segle XVIII       | Usès avenue du Maréchal-Foch                                               | 44° 00′ 37″ N, 4° 25′ 11″ E / 44.01031°N,4.41972°E   | PA30000056 | Hospital general · Carregueu una nova foto d'aquest monument                                                                        |
| Casa                                                | Inv.  |                   | Usès 3 rue Paul-Foussat                                                    | 44° 00′ 40″ N, 4° 25′ 13″ E / 44.011248°N,4.42016°E  | PA00103274 | Casa · Vegeu més fotos d'aquest monument · Carregueu una nova foto d'aquest monument                                                |
| Casa                                                | Inv.  | Segles XVII-XVIII | Usès 7 rue de la Pellisserie                                               | 44° 00′ 43″ N, 4° 25′ 09″ E / 44.01192°N,4.41925°E   | PA00103275 | Casa · Carregueu una nova foto d'aquest monument                                                                                    |
| Casa                                                | Inv.  | Segle XVIII       | Usès 16 rue de la Petite-Bourgade                                          | 44° 00′ 37″ N, 4° 25′ 05″ E / 44.010189°N,4.417993°E | PA00103276 | Casa · Carregueu una nova foto d'aquest monument                                                                                    |
| Hôtel de Rosier                                     | Inv.  | Segle XVIII       | Usès 2 rue de Port-Royal                                                   | 44° 00′ 43″ N, 4° 25′ 14″ E / 44.012034°N,4.420428°E | PA00103277 | Hôtel de Rosier · Vegeu més fotos d'aquest monument · Carregueu una nova foto d'aquest monument                                     |
| Casa                                                | Inv.  |                   | Usès 7 rue du Quatre-Septembre                                             | 44° 00′ 42″ N, 4° 25′ 12″ E / 44.011596°N,4.419892°E | PA00103278 | Carregueu una nova foto d'aquest monument                                                                                           |
| Hôtel d'Aigaliers                                   | Inv.  | Segle XVIII       | Usès place de la République                                                | 44° 00′ 44″ N, 4° 25′ 07″ E / 44.012209°N,4.418481°E | PA00103257 | Carregueu una nova foto d'aquest monument                                                                                           |
| Hôtel Verdier-Allut                                 | Inv.  | Segle XVII        | Usès 12 rue de la République                                               | 44° 00′ 45″ N, 4° 25′ 06″ E / 44.0125°N,4.418444°E   | PA00103279 | Hôtel Verdier-Allut · Vegeu més fotos d'aquest monument · Carregueu una nova foto d'aquest monument                                 |
| Casa                                                | Inv.  | Segle XVII        | Usès 1 rue Saint-Etienne                                                   | 44° 00′ 41″ N, 4° 25′ 07″ E / 44.011335°N,4.418505°E | PA00103280 | Casa · Vegeu més fotos d'aquest monument · Carregueu una nova foto d'aquest monument                                                |
| Ajuntament                                          | Cat.  | Segle XVIII       | Usès rue du Sénéchal; rue du Salin; place du Duché; boulevard Charles-Gide | 44° 00′ 49″ N, 4° 25′ 13″ E / 44.0135°N,4.420139°E   | PA00103259 | Ajuntament · Vegeu més fotos d'aquest monument · Carregueu una nova foto d'aquest monument                                          |
| Edifici                                             | Inv.  | Segle XVI         | Usès 19 boulevard Victor-Hugo                                              | 44° 00′ 40″ N, 4° 25′ 12″ E / 44.01113°N,4.41993°E   | PA00103260 | Edifici · Carregueu una nova foto d'aquest monument                                                                                 |
| Aqüeducte de Nimes                                  | Inv.  | gal·loromà        | Usès                                                                       |                                                      | PA30000010 | Aqüeducte de Nimes · Vegeu més fotos d'aquest monument · Carregueu una nova foto d'aquest monument                                  |
| Part subsistent de les muralles                     | Cat.  | Segles XII-XIII   | Usès                                                                       | 44° 00′ 45″ N, 4° 25′ 12″ E / 44.012367°N,4.419934°E | PA00103286 | Part subsistent de les muralles · Vegeu més fotos d'aquest monument · Carregueu una nova foto d'aquest monument                     |
| Torre del molí del Duc                              | Inv.  | Segles XIII-XIV   | Usès Les Fouzes                                                            | 44° 01′ 37″ N, 4° 26′ 38″ E / 44.02686°N,4.44377°E   | PA00103285 | Carregueu una nova foto d'aquest monument                                                                                           |
| Pavelló Racine                                      | Inv.  |                   | Usès                                                                       | 44° 00′ 42″ N, 4° 25′ 22″ E / 44.011583°N,4.422861°E | PA00103283 | Pavelló Racine · Vegeu més fotos d'aquest monument · Carregueu una nova foto d'aquest monument                                      |
| Mas de Mayac                                        | Inv.  | Segles XV-XVII    | Usès                                                                       | 44° 01′ 51″ N, 4° 24′ 40″ E / 44.03094°N,4.41111°E   | PA00103282 | Mas de Mayac · Vegeu més fotos d'aquest monument · Carregueu una nova foto d'aquest monument                                        |
| Mas de la Lauze, antigament dit La Maladrerie       | Inv.  | Segles XVI-XVII   | Usès                                                                       | 44° 01′ 08″ N, 4° 25′ 35″ E / 44.01878°N,4.42642°E   | PA00103281 | Carregueu una nova foto d'aquest monument                                                                                           |
| Hôtel de Castille                                   | Inv.  | Segle xix         | Usès                                                                       | 44° 00′ 46″ N, 4° 25′ 18″ E / 44.01267°N,4.42172°E   | PA00103258 | Hôtel de Castille · Vegeu més fotos d'aquest monument · Carregueu una nova foto d'aquest monument                                   |
| Antic bisbat                                        | Cat.  |                   | Usès Pl. de l'Évêché                                                       | 44° 00′ 45″ N, 4° 25′ 21″ E / 44.01253°N,4.42247°E   | PA00103256 | Antic bisbat · Vegeu més fotos d'aquest monument · Carregueu una nova foto d'aquest monument                                        |
| Ruïnes de l'església Saint-Geniest i pineda a tocar | Inv.  | Segle XII         | Usès Camí de Saint-Geniest                                                 | 44° 01′ 17″ N, 4° 24′ 58″ E / 44.02147°N,4.416°E     | PA00103255 | Ruïnes de l'església Saint-Geniest i pineda a tocar · Vegeu més fotos d'aquest monument · Carregueu una nova foto d'aquest monument |
| Església Saint-Étienne                              | Cat.  | Segle XVIII       | Usès Boulevard Victor-Hugo                                                 | 44° 00′ 39″ N, 4° 25′ 07″ E / 44.01094°N,4.41861°E   | PA00103254 | Església Saint-Étienne · Vegeu més fotos d'aquest monument · Carregueu una nova foto d'aquest monument                              |
| Domaine de Plantery                                 | Inv.  | Segle XVIII       | Usès                                                                       | 44° 01′ 07″ N, 4° 25′ 54″ E / 44.01853°N,4.43178°E   | PA00103253 | Carregueu una nova foto d'aquest monument                                                                                           |
| Cripta                                              | Cat.  |                   | Usès                                                                       | 44° 01′ 16″ N, 4° 24′ 56″ E / 44.02104°N,4.41566°E   | PA00103252 | Carregueu una nova foto d'aquest monument                                                                                           |
| Antiga catedral                                     | Cat.  | Segles XII-XVII   | Usès l'Evêché                                                              | 44° 00′ 44″ N, 4° 25′ 20″ E / 44.012111°N,4.422333°E | PA00103250 | Antiga catedral · Vegeu més fotos d'aquest monument · Carregueu una nova foto d'aquest monument                                     |